# 御井駅
御井駅（みいえき）は、福岡県久留米市御井旗崎五丁目にある、九州旅客鉄道（JR九州）久大本線の駅である。

## 歴史
- 1928年（昭和3年）12月24日：鉄道省（国有鉄道）の駅として開業[2][3]。
- 1971年（昭和46年）2月20日：貨物および荷物の取り扱い廃止[4]。無人駅となる[5]。
- 1987年（昭和62年）4月1日：国鉄分割民営化により九州旅客鉄道が継承[2][3]。
- 2006年（平成18年）：駅舎改築（3代目）。

## 駅構造

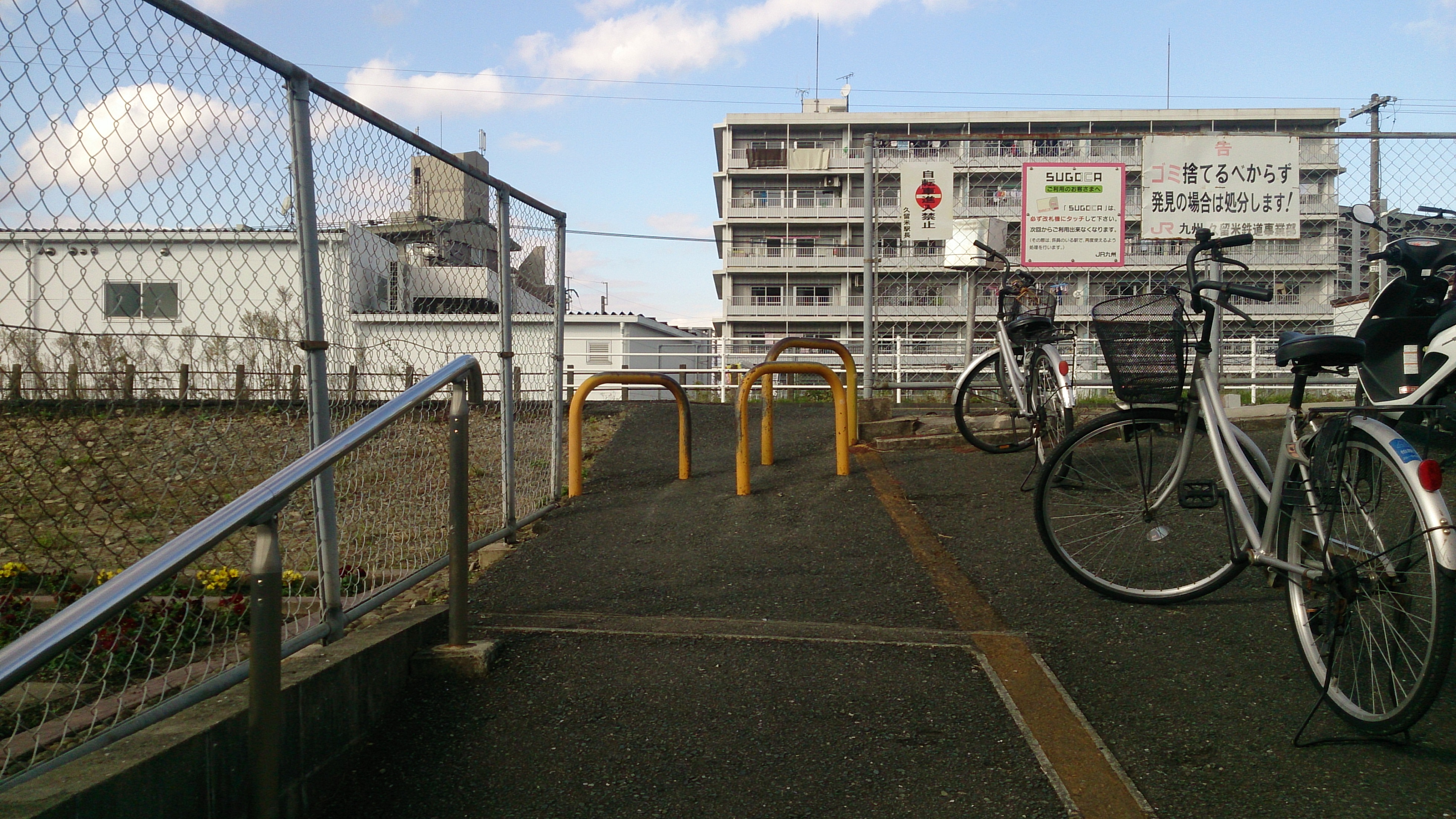
上りホーム西側にある南口

相対式ホーム2面2線を有する地上駅。東側に上り、下りのホーム間を結ぶ構内踏切がある。駅構内へはロータリーのある下り待合所と、上りホームの待合所西側の出入り口から入場可能。
木造駅舎とトイレがあり、1974年（昭和49年）頃は3名の助役が勤務していたが、乗車券販売は駅前の元食堂で行い、小荷物は西久大運輸の久留米支店員が12時から15時までのみ取り扱っていた。2006年（平成18年）に駅舎とトイレは解体され、跡地に待合所が建てられた無人駅となっている。2012年にICカードSUGOCAを同駅に導入済（入場・出場のみで、カード購入やチャージは不可）。

### のりば
| のりば | 路線      | 方向 | 行先       |
| ------ | --------- | ---- | ---------- |
| 1      | ■久大本線 | 下り | 日田方面   |
| 2      | ■久大本線 | 上り | 久留米方面 |

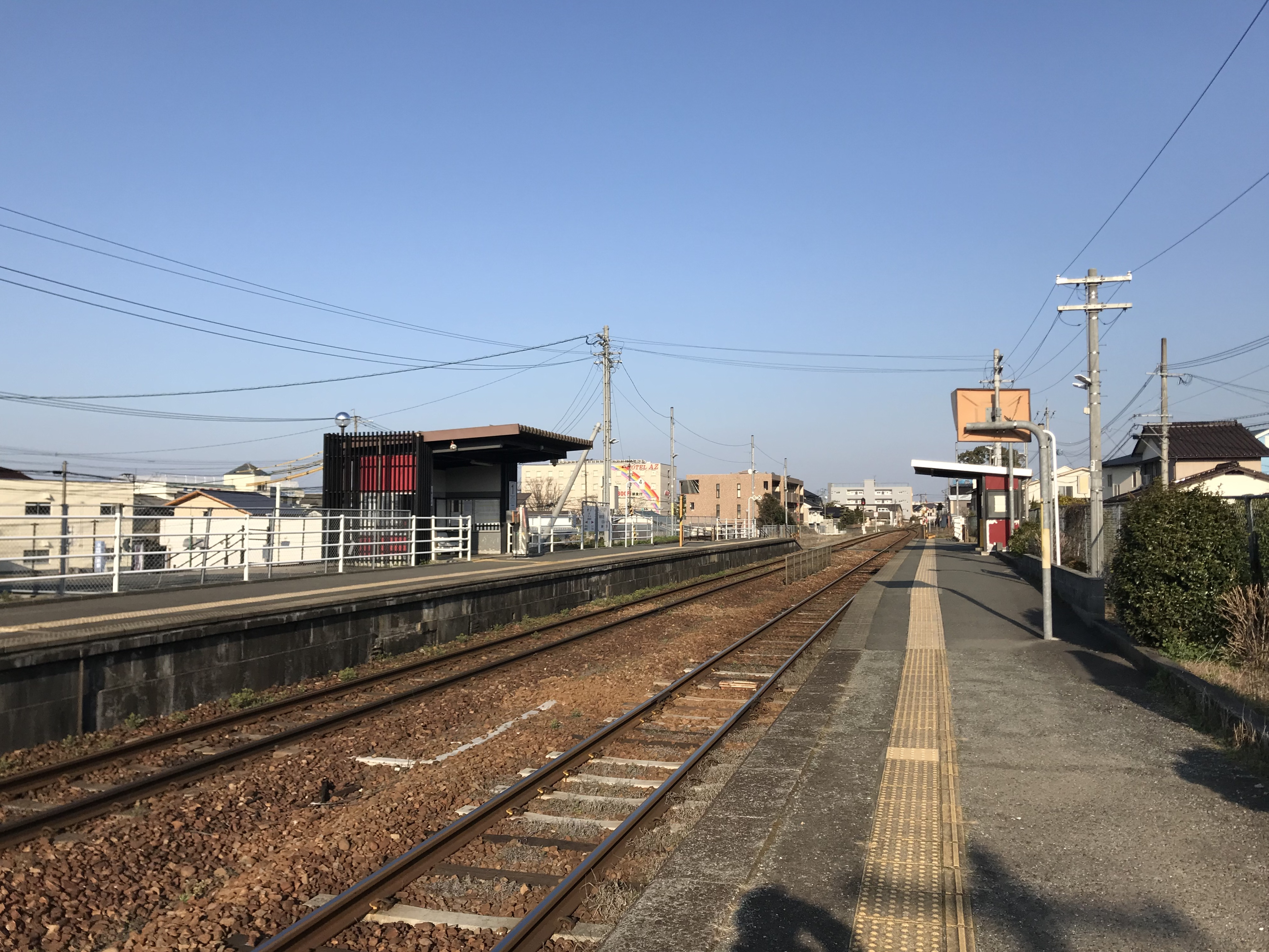
ホーム（2018年3月）

## 利用状況
久留米大学や久留米市立南筑高等学校、福岡県立久留米筑水高等学校、久留米信愛短期大学（現存せず）・久留米信愛中学校・高等学校の最寄り駅で、利用客も学生がほとんどを占めていた。
1974年（昭和49年）の1日平均乗降客は約600人で、2016年度の1日平均乗車人員は266人である。2016年以降はJR九州が統計を取っていないため不明であるが、近年、駅周辺に多くの戸建て住宅が増えているため乗員人員は増加傾向であると考えられる。
| 年度   | 1日平均 乗車人員 |
| ------ | ---------------- |
| 2014年 | 258              |
| 2015年 | 265              |
| 2016年 | 266              |

## 駅周辺
駅周辺には久留米市郊外の住宅地が広がっている。近年、住宅が多く建てられ駅周辺の人口増加がみられる。また、駅周辺の道があまり広くない。久留米インターまでも車ですぐである。
- 久留米東郵便局
- ホームプラザナフコ 旗崎店
- 追分郵便局
- 久留米純心幼稚園
- 九州安全衛生技術センター
- 水縄断層 - 当駅付近ではわずかな距離ながらも列車は裂け目の真横を走る。
- 福岡県立久留米筑水高等学校
- 西鉄バス久留米御井駅前停留所 - 久留米大学病院・JR久留米駅・西鉄久留米駅と善導寺・田主丸・吉井・浮羽・草野・善院地区を結ぶバス（20,20-1,20-2,24,25）が通る。
- 高良大社 - 御井駅から直線約1.24 km（徒歩約29分、車で約6分）

当駅からJR久留米駅まで4駅12分ほど、西鉄久留米駅までバスで7停留所12分ほどである。特にバスは1時間に6 - 7本ほど走っている。

## 隣の駅
九州旅客鉄道（JR九州）
■久大本線
久留米大学前駅 - 御井駅 - 善導寺駅